# Engelimyia inops
Engelimyia inops är en tvåvingeart som först beskrevs av Walker 1849.  Engelimyia inops ingår i släktet Engelimyia och familjen köttflugor. Inga underarter finns listade i Catalogue of Life.